# Gary P. Emerson
Gary P. Emerson en amerikansk astronom.
Han var verksam vid Lowell Observatory.
Minor Planet Center listar honom som G. Emerson och som upptäckare av 1 asteroid.
Den 29 september 1995 upptäckte han asteroiden 8898 Linnaea.